# Navia de Suarna
Navia de Suarna ist eine spanische Gemeinde (Concello) mit 979 Einwohnern (Stand: 2024) in der Provinz Lugo der Autonomen Gemeinschaft Galicien.

## Geografie
Navia de Suarna liegt am östlichen Rand der Provinz Lugo an den Grenzen zur benachbarten Autonomen Gemeinschaft Asturien und zur Provinz León der Autonomen Gemeinschaft Kastilien und León. Die Gemeinde liegt ca. 55 Kilometer ostsüdöstlich der Provinzhauptstadt Lugo.
Umgeben wird Navia de Suarna von den sechs Nachbargemeinden:
|          | A Fonsagrada                                |                  |
| Baleira  | Kompassrose, die auf Nachbargemeinden zeigt | Ibias (Asturien) |
| Becerreá | Cervantes                                   | Candín (León)    |

Navia de Suarna ist der Hauptsitz der Comarca Os Ancares. Die Gemeinde ist Teil des Natura 2000-Netzwerks und von der UNESCO als Biosphärenreservat ausgezeichnet.
Die Gemeinde Navia liegt im nördlichen Teil der Sierra de los Ancares. Drei Landschaftstypen stechen hervor, das Tal des Flusses Navia, tief eingekeilt zwischen den umliegenden Bergen, das die Gemeinde von Südwest nach Nordost durchquert und die Bildung eines breiten, für den Anbau geeigneten Landstreifens begünstigt.
Auf der anderen Seite sind die Ausläufer der Sierra de los Ancares (im Süden und Osten) von kleinen und eingebetteten Tälern durchschnitten, die zu Bächen gehören, die im oberen Teil der Berge entspringen und die in die Navia münden. Die maximalen Höhen der Gemeinde befinden sich in diesem Gebiet, wobei der 1680 m hohe Pass von Ancares, der 1374 m hohe Monte Tesón und der 1239 m hohe Loma do Charco hervorgehoben werden.
Dieses Gebiet wird durch eine Reihe von kleinen Gebirgslinien in Südwest nach Nordost-Richtung vervollständigt, die zu den Sierras de Pedruñales und zu Meira im westlichen Teil der Gemeinde gehören.
Das Flussnetz wird der Navia wird von zahlreichen Nebenflüssen wie Ser, Moya, Rao und Bullán beherrscht.
Die Fauna des Gemeindegebiets wird vervollständigt, indem das Wildschwein, der Hirsch, das Kaninchen, die Eule, der Fuchs, die Wildkatze und das Eichhörnchen im Überfluss vorhanden sind. Das Auerhuhn und der Braunbär sind wieder zu beobachten. Diese Berge waren die Heimat einer Population von Bären, die jetzt durch ein Programm zur Wiederherstellung dieser Art unterstützt wird.
Der größte Ort der Gemeinde ist A Proba, der im Mittelalter von großer Bedeutung war, wie sein monumentaler Komplex beweist. Was heute der Hauptort der Gemeinde ist, entstand unter dem Schutz einer Festung, deren Aufgabe es war, eine wichtige mittelalterliche Straßenkreuzung zu bewachen. Um den Navia-Fluss zu überqueren, war es notwendig, die einzige Brücke in diesen tiefen Tälern zu überqueren, eine Brücke mit einem einzigen Spitzbogen von 13 Metern Höhe, Abmessungen, die durch die großen Überschwemmungen des Navia-Flusses in der Regenzeit erforderlich waren.

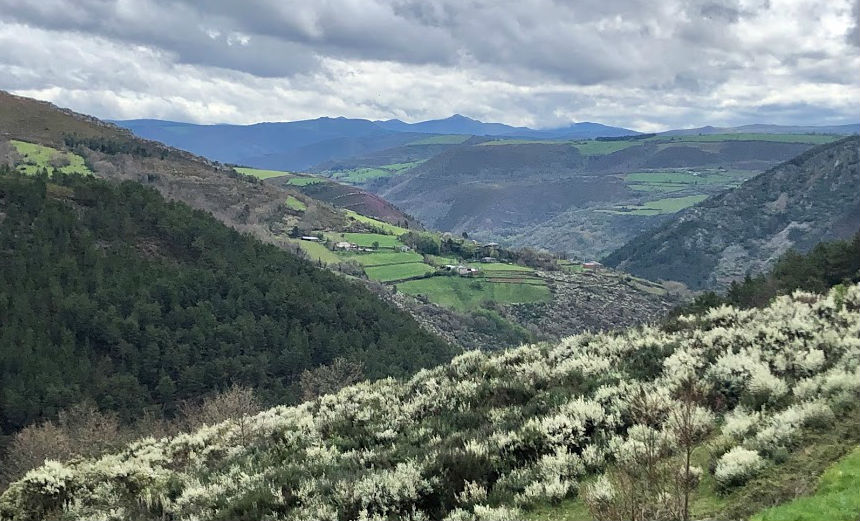
Landschaft in der Parroquia Penamil
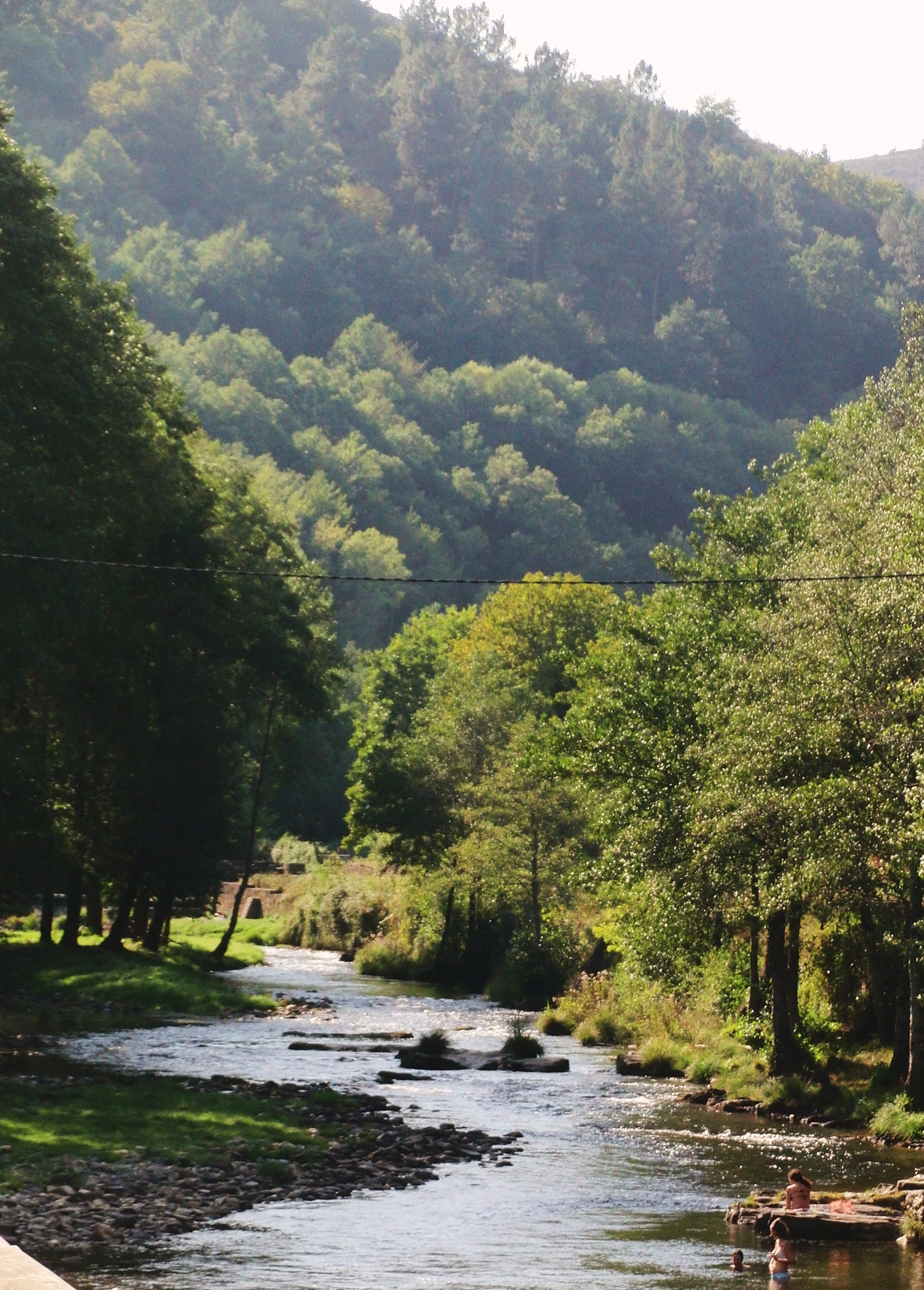
Río Navia

## Bevölkerungsentwicklung der Gemeinde
Nach Höhepunkten der Gemeindegröße zu Beginn des Betrachtungszeitraums und zu Beginn des 20. Jahrhunderts auf über 7000 Einwohner sank die Zahl der Bevölkerung im Anschluss stetig bis auf circa 1000. Die markantesten Rückgänge sind zwischen 1860 und 1877 und zwischen 1981 und 1991 zu verzeichnen, als die Gemeinde in diesen Perioden allein circa 28 % bzw. circa 43 % der Einwohner verlor.
| Männer | Alterstufe | Frauen |
| ------ | ---------- | ------ |
| 0      | 100+       | 3      |
| 10     | 95–99      | 4      |
| 19     | 90–94      | 18     |
| 34     | 85–89      | 48     |
| 56     | 80–84      | 37     |
| 49     | 75–79      | 52     |
| 40     | 70–74      | 36     |
| 54     | 65–69      | 32     |
| 67     | 60–64      | 29     |
| 40     | 55–59      | 31     |
| 51     | 50–54      | 41     |
| 27     | 45–49      | 28     |
| 23     | 40–44      | 21     |
| 29     | 35–39      | 11     |
| 16     | 30–34      | 16     |
| 24     | 25–29      | 19     |
| 12     | 20–24      | 16     |
| 10     | 15–19      | 7      |
| 10     | 10–14      | 3      |
| 5      | 5–9        | 2      |
| 8      | 0–4        | 3      |

Am 1. Januar 2021 waren ca. 48 % der Bevölkerung (50 % der Männer, 46 % der Frauen) im erwerbsfähigen Alter (20–64), während dieser Wert für ganz Spanien ca. 61 % betrug.
Die fortschreitende und ausgesprochen hohe Überalterung der Bevölkerung der Gemeinde zeigt folgende Tabelle, bei der das Verhältnis von Gruppen von älteren Personen mit Gruppen von Personen der jüngeren Generation verglichen wird:
| Alter | Anzahl Personen | Alter | Anzahl Personen | Provinz | Galicien | Spanien |
| ----- | --------------- | ----- | --------------- | ------- | -------- | ------- |
| 60–64 | 100             | 20–24 | 29              | 49      | 58       | 79      |
| 55–59 | 100             | 15–19 | 24              | 45      | 57       | 71      |
| 50–54 | 100             | 10–14 | 15              | 47      | 56       | 68      |

## Gemeindegliederung
Die Gemeinde Monterroso ist in 20 Parroquias gegliedert:
| Parroquias       | Patrozinium          | Einwohner 2024 | Fläche km² | Dichte Einw./km² | Höhe msnm | Ortskennzahl |
| ---------------- | -------------------- | -------------- | ---------- | ---------------- | --------- | ------------ |
| Barcia           | San Miguel           | 30             | 5,47       | 5                | 295       | 27034010000  |
| Cabanela         | Santa María          | 40             | 9,98       | 4                | 702       | 27034020000  |
| Castañedo        | Santiago             | 59             | 11,43      | 5                | 601       | 27034030000  |
| Folgueiras       | Santa Eufemia        | 40             | 6,21       | 6                | 711       | 27034040000  |
| Freixís          | San Pedro            | 25             | 4,57       | 5                | 572       | 27034050000  |
| Galegos          | Santiago             | 40             | 9,76       | 4                | 587       | 27034060000  |
| Moia             | Santiago             | 29             | 27,18      | 1                | 677       | 27034070000  |
| Mosteiro         | San Salvador         | 66             | 14,90      | 4                | 551       | 27034080000  |
| Muñís            | San Xosé             | 35             | 12,39      | 3                | 449       | 27034090000  |
| Penamil          | Santiago             | 13             | 3,78       | 3                | 479       | 27034100000  |
| Pin              | Santa María          | 25             | 8,39       | 3                | 541       | 27034110000  |
| A Proba de Navia | Santa María Madanela | 250            | 1,83       | 137              | 0         | 27034120000  |
| Queizán          | Santiago             | 40             | 12,07      | 3                | 599       | 27034130000  |
| Rao              | Santa María          | 81             | 60,49      | 1                | 575       | 27034140000  |
| A Ribeira        | Santo Estevo         | 19             | 11,80      | 2                | 518       | 27034150000  |
| Ribón            | Santa Mariña         | 21             | 5,89       | 4                | 555       | 27034160000  |
| Sevane           | San Xoán             | 22             | 3,02       | 7                | 0         | 27034170000  |
| Son              | Santa María          | 68             | 16,83      | 4                | 701       | 27034180000  |
| Vallo            | Santa Mariña         | 34             | 9,14       | 4                | 653       | 27034190000  |
| Vilarpandín      | Santo Estevo         | 51             | 8,37       | 6                | 588       | 27034200000  |

Der Sitz der Gemeinde befindet sich im Ort A Proba in der Parroquia Proba de Navia.

## Geschichte
Es gibt kaum Dokumente, die helfen, die lokale Geschichte von Navia sowohl in der Antike als auch im Mittelalter kennenzulernen. Aus diesem Grund ist das Wissen der Lebensweise der Bauern von Navia de Suarna erst ab 1550 möglich.
In der Geschichte von Navia gab es keine kirchliche Institution mit starker Präsenz in der Region und folglich gibt es kaum Dokumente, die das Mittelalter beleuchten. Einige archäologische Daten, wie die romanische Apsis von San Miguel de Barcia, die Brücke der Stadt oder der gleiche Hinweis auf die Burg aus dem Jahr 1037 sind Zeugnisse einer alten Siedlung, erzählen aber wenig über ihre frühere Geschichte.
Ende des 15. Jahrhunderts waren die wirtschaftlichen, sozialen und geografischen Rahmenbedingungen jedoch bereits konsolidiert. Die Pfarreien waren klar definiert und die Herrschaft wurde von den Grafen von Altamira ausgeübt. Im Jahr 1466–67 beteiligten sich die Bauern zusammen mit den Hidalgos an der Irmandinischen Revolte. Die Festung von Navia war eine der vielen, die zerstört und später wieder aufgebaut wurden. Die Grafen von Altamira erlangten die Grafschaft Ende des 15. Jahrhunderts, wahrscheinlich um das Jahr 1450, möglicherweise durch Kauf von einem Vorbesitzer. Im Jahr 1611 führte der Graf im Rat eine Bestandsaufnahme seines gesamten Besitzes durch, was zu zwei dicken Akten führte, die im Provinzialmuseum von Lugo aufbewahrt werden. In diesen ist dokumentiert, dass die Stadt Navia mit ihrer Zivil- und Strafgerichtsbarkeit, mit den ihr unterstellten Gemeindemitgliedern und mit ihrer Festung und den Lehnsleuten dem Grafen gehört. Der Schreiber, der vier Fischteiche und einen Kanal zum Fluss Navia besaß, wurde namentlich erwähnt. Jährlich mussten ihm die Bauern 176 Reales für grundherrliche Rechte zahlen. Alle diese Rechte wurden vom Grafen im Sinne des Gerichtsherrn des Rates gesammelt und obwohl sie ihm wirtschaftlich wenig einbrachten, waren sie ein wirksames Mittel zur Kontrolle der lokalen Verwaltung. Wichtiger waren jedoch die Einkünfte aus den verpachteten Ländereien und der gute Teil des Zehnten, der ihnen im Rat als Schirmherr vieler Pfarreien gezahlt wurde.
Neben dem Grafen gab es im Rat von Navia noch andere Zahlungsempfänger, im Wesentlichen Hidalgos. Diese Einkommensverteilung ist eine Besonderheit der Berge von Lugo im Gegensatz zu anderen Regionen Galiciens mit starker kirchlicher Macht. In den Räten von Navia und Burón war die soziale Vorherrschaft der Hidalgos absolut, da sie durch das Fehlen von kirchlichen Institutionen, wie Klöster und Domkapitel, begünstigt wurde.
Dieses Sozialsystem hat die Bewohner bis ins 20. Jahrhundert begleitet. Später sympathisierte der Adel der Region mit dem Carlismus aus Angst, dass die Maßnahmen der liberalen Regierung ihre Macht beenden würden. Aber nach der Niederschlagung des Carlismus blieb der Hidalgo im 19. Jahrhundert der blieb der Adel der Region der dominierende soziale Sektor, da ihm durch das Volkszählungssystem des Wahlrechts selbst die Möglichkeit bot, aktiv in das politische Leben und in Wahlen einzugreifen. Die Vorherrschaft brach im 20. Jahrhundert zusammenbrach, als die Auswanderung die Majoraten ohne Grundbesitzer zurückließ. Die Desamortisation hatte kaum einen Vermögenstransfer bedeutet, da die Kirche hier nur über geringe Einnahmen verfügte. Im Jahr 1830 wurde der Zehnt abgeschafft, aber die Hidalgos gründeten ihren Reichtum auf Einkünften aus Pachtverträgen. So zahlten die Bauern 1845 weiterhin die gleiche Pacht, die ihre Vorfahren an dieselben „casas grandes“ gezahlt haben.

## Sehenswürdigkeiten

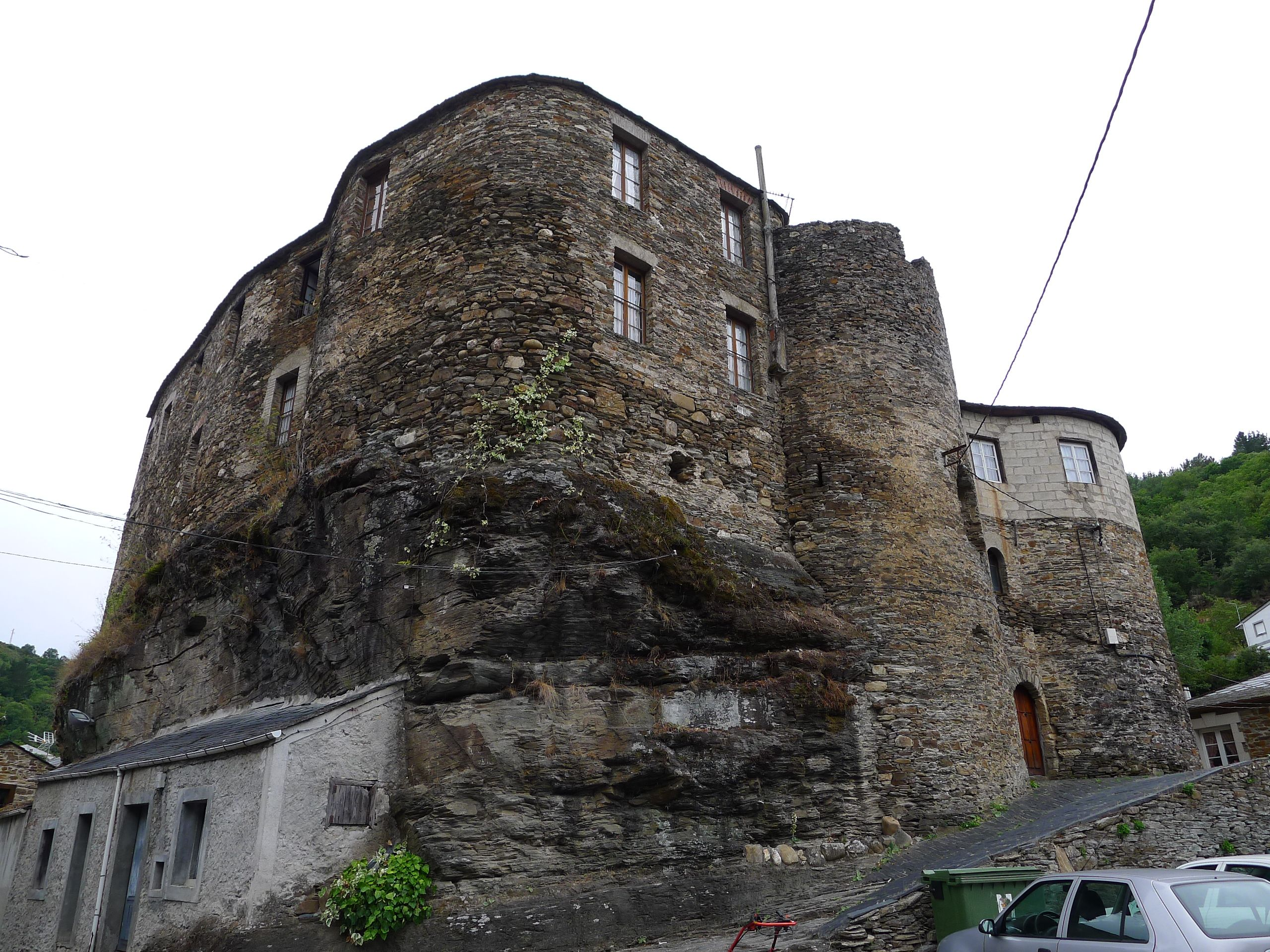
Burg

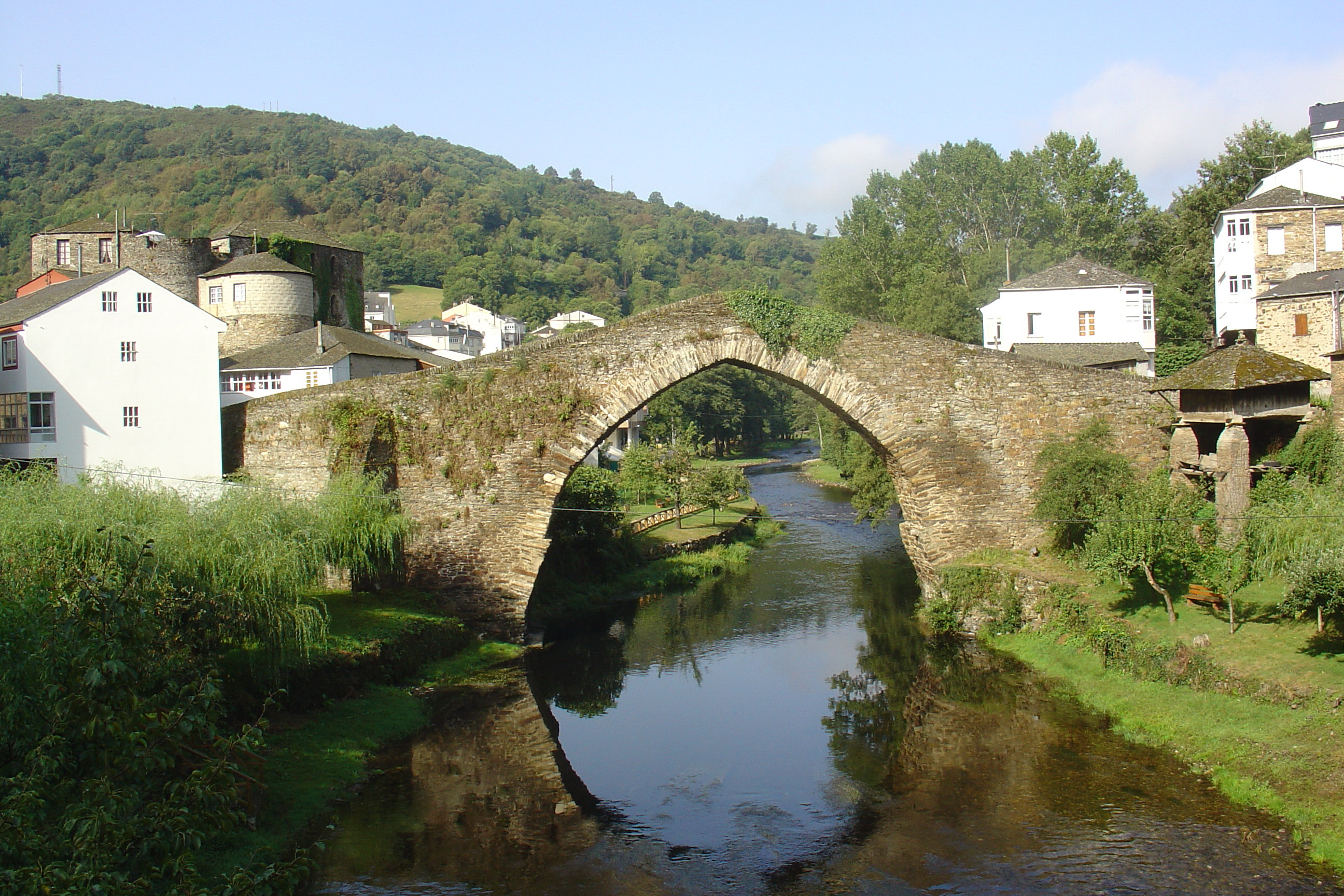
Burg und Brücke über den Navia

A Proba hat zwei fundamentale Kulturgüter, die die Bedeutung dieses Orts in mittelalterlichen Zeiten mit der Brücke und der Burg Altamira unterstreichen.
Die erste Erwähnung der Dokumentation der Burg ist die Schenkung, die Don Rodrigo Gutiérrez ihm und seiner Frau im Jahr 1037 vermachte. In den Irmandinischen Revolten wurde die Burg 1467 zerstört, später in ihrer polygonalen Anlage rekonstruiert, die auf einem Felsmassiv hoch über dem Ort errichtet wurde. Reste der kreisförmigen Wehrtürme und ein Teil einer Mauer mit seinem Wehrgang sind heute noch zu sehen. Die Burg wurde in seinem Inneren mit einem Mauerwerk aus Schiefer gebaut, ein Rundbogentor ermöglicht den Zugang.
Im vergangenen Jahrhundert erwarb der asturische Priester und Pfarrer von Navia, Manuel López Ernesto, die Burg. Er baute sie praktisch vollständig um und änderte das Erscheinungsbild, um innen sieben Wohnungen für seine Erben zu schaffen. 1994 wurde die Burg als Bien de Interés Cultural eingetragen.
Neben der Burg befindet sich die sogenannte „Ponte Vella“ (deutsch Alte Brücke). Sie besteht aus einem einzigen Spitzbogen und mit gewölbter Schieferstraße. Obwohl sie mittelalterlichen Ursprungs ist, betrachtet sie die Überlieferung als römischen Ursprungs.
Dass dieses Gebiet seit der Antike bewohnt war, zeigen die zahlreichen Überreste des historischen Erbes wie die Mámoas und Dolmen von Ferreirúa und Vilarpardín. Es gibt viele vorrömische Castros an mehr als 20 Standorten, darunter Cabanela, Cantón, Liñares, Monterrío oder Coedo. In der Umgebung von Abrente befinden sich mittelalterliche Steingräber mit einer Abdeckung aus Schiefer. Als Sakralbauten sind die Kirche San Miguel de Barcia mit romanischem Chor oder die Kirche San Salvador de Mosteiro, San Xosé de Muñís oder Sto Estevo de Vilarpardín hervorzuheben. Die Gemeinde hat mehrere Beispiele der lokalen Ancareña-Architektur in den Bergdörfern wie Muñís oder Ribón, Pallozas, die elliptischen Hütten der Keltiberer, Mühlen, oder Taubenschläge.

## Wirtschaft
| Ackerbau, Viehzucht und Fischerei                                                  | 056 | 046,67 |
| Industrie                                                                          | 04  | 03,33  |
| Bauwirtschaft                                                                      | 017 | 014,17 |
| Dienstleistungsbetriebe                                                            | 043 | 035,83 |
| Total                                                                              | 120 | 100,00 |
| * Daten aus dem Statistischen Amt für Wirtschaftliche Entwicklung in Galicien, IGE |     |        |

Die handwerkliche Tradition ist auf eine Wirtschaft der Autarkie und Isolation in den hohen Bergen von Lugo ausgerichtet, mit Handwerksberufen wie dem Sattler, der Werkzeuge, Geräte und Kleidungsstücke herstellt, die für das tägliche Leben mit dem Leder der Tiere der Region notwendig sind. Noch heute werden Clogs, Sättel, Gürtel und Geldbörsen unter anderem von Hand hergestellt.

## Verkehr
Die Gemeinde liegt fernab von Fernverkehrsstraßen. Die Landstraße LU-P-3501 führt nach Westen nach O Cádavo, dem Hauptort der Nachbargemeinde Baleira. Die Landstraße LU-P-1901 führt nach Norden zur Nachbargemeinde A Fonsagrada, die Provinzstraße LU-P-3505 südöstlich nach Candín in der Nachbarprovinz León und die Provinzstraße LU-722 schließlich zu den benachbarten Gemeinden Cervantes und Becerreá, dort mit Anschluss an die Autovía A-6 von Madrid nach Arteixo.